# Чемпионат Европы по футболу 2012 среди юношей до 17 лет (квалификационный раунд)
Квалификационный раунд юношеского чемпионата Европы по футболу 2012 стал первым раундом отборочного турнира к финальной стадии чемпионата Европы по футболу среди юношей до 17 лет 2012.
52 команды были поделены на 13 групп по 4 в каждой, одна из команд в каждой группе принимала у себя все матчи группы. Команды, занявшие 1 и 2 места в каждой группе и две команды, набравшие наибольшее количество очков среди занявших 3 места, прошли в элитный раунд. Словения автоматически попала в финальную часть на правах хозяина. Жеребьёвка квалификационного раунда прошла 30 ноября 2010 года в Ньоне, Швейцария. Матчи прошли осенью 2011 года.

## Жеребьёвка
52 команды, участвующие в квалификационном раунде, были поделены на 2 корзины соответственно рейтингу юношеских сборных до 17 лет.
| Корзина A | Корзина B |
| --- | --- |
| Испания Англия Швейцария Нидерланды Франция Германия Турция Хорватия Португалия Чехия Сербия Греция Италия Ирландия Австрия Бельгия Уэльс Румыния Словакия Польша Северная Ирландия Шотландия Венгрия Норвегия Швеция Грузия | Финляндия Дания Израиль Люксембург Россия Беларусь Босния и Герцеговина Азербайджан Украина Эстония Болгария Республика Кипр Исландия Молдова Македония Мальта Литва Андорра Латвия Фарерские острова Казахстан Черногория Армения Албания Лихтенштейн Сан-Марино |

## Группа 1
| Сборная  | И | В | Н | П | ЗМ | ПМ | +/- | О |
| -------- | - | - | - | - | -- | -- | --- | - |
| Венгрия  | 3 | 3 | 0 | 0 | 11 | 3  | +8  | 9 |
| Беларусь | 3 | 2 | 0 | 1 | 9  | 4  | +5  | 6 |
| Норвегия | 3 | 1 | 0 | 2 | 5  | 6  | -1  | 3 |
| Андорра  | 3 | 0 | 0 | 3 | 0  | 12 | -12 | 0 |

| Норвегия                                         | 3–0  | Андорра |
| ------------------------------------------------ | ---- | ------- |
| Вайеба Сакор 15′, 29′ · Кристиан Бьеркенес 80+1′ | УЕФА |         |

| Венгрия                                                                  | 4–1  | Беларусь           |
| ------------------------------------------------------------------------ | ---- | ------------------ |
| Кристиан Тамаш 16′ (пен.), 53′ · Давид Асталош 32′ · Гергей Бобаль 80+2′ | УЕФА | Глеб Рассадкин 71′ |

| Норвегия | 0–3  | Беларусь                                                        |
| -------- | ---- | --------------------------------------------------------------- |
|          | УЕФА | Сергей Водянович 11′ · Евгений Морозов 38′ · Глеб Рассадкин 68′ |

| Андорра | 0–4  | Венгрия                                                                               |
| ------- | ---- | ------------------------------------------------------------------------------------- |
|         | УЕФА | Гергей Бобаль 23′ · Давид Асталош 48′ · Кристиан Тамаш 54′ (пен.) · Золтан Фаркаш 77′ |

| Венгрия                                       | 3–2  | Норвегия                                |
| --------------------------------------------- | ---- | --------------------------------------- |
| Кристиан Тамаш 27′ · Гергей Бобаль 54′, 80+2′ | УЕФА | Борд Финне 36′ · Матс Мёллер Дэль 40+3′ |

| Беларусь | 5–0  | Андорра |
| --- | ---- | ------- |
| Василий Журневич 15′ · Евгений Морозов 18′ · Глеб Рассадкин 30′ (пен.) · Роман Грибовский 60′ · Дмитрий Вершицкий 69′ | УЕФА |         |

## Группа 2
| Сборная    | И | В | Н | П | ЗМ | ПМ | GD | О |
| ---------- | - | - | - | - | -- | -- | -- | - |
| Россия     | 3 | 2 | 1 | 0 | 5  | 2  | +3 | 7 |
| Португалия | 3 | 2 | 1 | 0 | 4  | 2  | +2 | 7 |
| Румыния    | 3 | 0 | 1 | 2 | 2  | 4  | -2 | 1 |
| Финляндия  | 3 | 0 | 1 | 2 | 4  | 7  | -3 | 1 |

| Румыния                                    | 2–2  | Финляндия                             |
| ------------------------------------------ | ---- | ------------------------------------- |
| Александру Тырнован 8′ · Флорин Продан 18′ | УЕФА | Юнесс Рахими 26′ · Йоонас Йокинен 53′ |

| Португалия     | 1–1  | Россия               |
| -------------- | ---- | -------------------- |
| Жуан Нунеш 60′ | УЕФА | Александр Ломакин 2′ |

| Россия              | 1–0  | Румыния |
| ------------------- | ---- | ------- |
| Алексей Курзенёв 1′ | УЕФА |         |

| Португалия                              | 2–1  | Финляндия             |
| --------------------------------------- | ---- | --------------------- |
| Рафа Суариш 15′ · Томаш Подставский 18′ | УЕФА | Йерри Воутилайнен 75′ |

| Румыния | 0–1  | Португалия            |
| ------- | ---- | --------------------- |
|         | УЕФА | Томаш Подставский 42′ |

| Финляндия      | 1–3  | Россия                                              |
| -------------- | ---- | --------------------------------------------------- |
| Рику Шёрос 78′ | УЕФА | Александр Ломакин 22′, 40+1′ · Алексей Курзенёв 32′ |

## Группа 3
| Сборная    | И | В | Н | П | ЗМ | ПМ | +/- | О |
| ---------- | - | - | - | - | -- | -- | --- | - |
| Шотландия  | 3 | 2 | 1 | 0 | 5  | 1  | +4  | 7 |
| Турция     | 3 | 1 | 2 | 0 | 4  | 2  | +2  | 5 |
| Македония  | 3 | 1 | 1 | 1 | 6  | 2  | +4  | 4 |
| Сан-Марино | 3 | 0 | 0 | 3 | 0  | 10 | -10 | 0 |

| Шотландия                                             | 3–0  | Сан-Марино |
| ----------------------------------------------------- | ---- | ---------- |
| Стюарт Финдли 3′ · Льюис Кидд 46′ · Стивен Хендри 66′ | УЕФА |            |

| Турция          | 1–1  | Македония                |
| --------------- | ---- | ------------------------ |
| Атабей Чичек 9′ | УЕФА | Ибрагим Айдын 25′ (авт.) |

| Сан-Марино | 0–2  | Турция                |
| ---------- | ---- | --------------------- |
|            | УЕФА | Атабей Чичек 59′, 72′ |

| Шотландия          | 1–0  | Македония |
| ------------------ | ---- | --------- |
| Джейми Линдсей 65′ | УЕФА |           |

| Турция           | 1–1  | Шотландия         |
| ---------------- | ---- | ----------------- |
| Атабей Чичек 44′ | УЕФА | Чарльз Телфер 64′ |

| Македония                                                                       | 5–0  | Сан-Марино |
| ------------------------------------------------------------------------------- | ---- | ---------- |
| Дарко Велковский 9′ (пен.) · Даниэл Аврамовский 12′, 26′ · Демир Имери 39′, 51′ | УЕФА |            |

## Группа 4
| Сборная     | И | В | Н | П | ЗМ | ПМ | GD  | О |
| ----------- | - | - | - | - | -- | -- | --- | - |
| Чехия       | 3 | 3 | 0 | 0 | 9  | 0  | +9  | 9 |
| Ирландия    | 3 | 1 | 1 | 1 | 9  | 2  | +7  | 4 |
| Казахстан   | 3 | 1 | 1 | 1 | 9  | 3  | +6  | 4 |
| Лихтенштейн | 3 | 0 | 0 | 3 | 0  | 22 | −22 | 0 |

| Ирландия | 8–0  | Лихтенштейн |
| --- | ---- | ----------- |
| Райн О'Райлли 12′ · Гэри О'Нил 21′ · Сэм Бёрн 28′, 60′ (пен.), 80+2′ · Джонатан Ледди 32′ (пен.) · Кайл Кэллан-Макфэдден 37′ · Джек Грилиш 51′ | УЕФА |             |

| Чехия                  | 2–0  | Казахстан |
| ---------------------- | ---- | --------- |
| Доминик Машек 21′, 49′ | УЕФА |           |

| Чехия                                                                                       | 6–0  | Лихтенштейн |
| ------------------------------------------------------------------------------------------- | ---- | ----------- |
| Лукаш Курушта 12′ · Доминик Машек 14′, 18′, 26′ (пен.) · Камил Пуда 56′ · Карел Нойманн 66′ | УЕФА |             |

| Казахстан        | 1–1  | Ирландия        |
| ---------------- | ---- | --------------- |
| Иван Антипов 14′ | УЕФА | Джек Грилиш 77′ |

| Ирландия | 0–1  | Чехия             |
| -------- | ---- | ----------------- |
|          | УЕФА | Даниэл Голцер 63′ |

| Лихтенштейн | 0–8  | Казахстан |
| ----------- | ---- | --- |
|             | УЕФА | Дмитрий Моисеев 14′, 17′ · Борис Донченко 17′, 26′ · Иван Антипов 40+1′ · Абат Аймбетов 61′ · Владимир Воменко 67′ · Ануар Жагиппар 73′ (пен.) |

## Группа 5
| Сборная         | И | В | Н | П | ЗМ | ПМ | GD | О |
| --------------- | - | - | - | - | -- | -- | -- | - |
| Дания           | 3 | 3 | 0 | 0 | 11 | 3  | +8 | 9 |
| Италия          | 3 | 2 | 0 | 1 | 7  | 6  | +1 | 6 |
| Австрия         | 3 | 1 | 0 | 2 | 5  | 5  | 0  | 3 |
| Республика Кипр | 3 | 0 | 0 | 3 | 1  | 10 | −9 | 0 |

| Австрия                                    | 2–0  | Республика Кипр |
| ------------------------------------------ | ---- | --------------- |
| Валентин Грубек 56′ · Александр Ташнер 64′ | УЕФА |                 |

| Италия                        | 1–4  | Дания                                                                                            |
| ----------------------------- | ---- | ------------------------------------------------------------------------------------------------ |
| Андреас Кристенсен 19′ (авт.) | УЕФА | Андреас Кристенсен 49′ · Якоб Андерсен 58′ · Пьер-Эмиль Хёйбьерг 62′ (пен.) · Виктор Нильсен 77′ |

| Италия                                                                     | 3–0  | Республика Кипр |
| -------------------------------------------------------------------------- | ---- | --------------- |
| Томас Педрабисси 29′ · Леонардо Капецци 35′ (пен.) · Джонатан Ферранте 74′ | УЕФА |                 |

| Дания                                  | 2–1  | Австрия          |
| -------------------------------------- | ---- | ---------------- |
| Андерс Томсен 3′ · Маркус Матиасен 18′ | УЕФА | Маркус Блутш 61′ |

| Австрия                                    | 2–3  | Италия                                         |
| ------------------------------------------ | ---- | ---------------------------------------------- |
| Флориан Гриллич 51′ · Александр Ташнер 61′ | УЕФА | Томас Педрабисси 7′, 8′ · Альберто Черри 90+1′ |

| Республика Кипр     | 1–5  | Дания |
| ------------------- | ---- | --- |
| Ангелос Пуюккас 55′ | УЕФА | Маркус Матиасен 13′ · Маттиас Ларсен 22′ · Пьер-Эмиль Хёйбьерг 48′ · Эндрю Хюльсагер 51′ · Эмиль Йоргенсен 80+3′ |

## Группа 6
| Team                 | И | В | Н | П | ЗМ | ПМ | GD | О |
| -------------------- | - | - | - | - | -- | -- | -- | - |
| Англия               | 3 | 3 | 0 | 0 | 7  | 0  | +7 | 9 |
| Нидерланды           | 3 | 2 | 0 | 1 | 7  | 2  | +5 | 6 |
| Босния и Герцеговина | 3 | 1 | 0 | 2 | 1  | 5  | -4 | 3 |
| Латвия               | 3 | 0 | 0 | 3 | 1  | 9  | -8 | 0 |

| Нидерланды                                             | 3–0  | Босния и Герцеговина |
| ------------------------------------------------------ | ---- | -------------------- |
| Натан Аке 7′ · Том Хайе 52′ · Бранко ван ден Бомен 73′ | УЕФА |                      |

| Англия                                                               | 4–0  | Латвия |
| -------------------------------------------------------------------- | ---- | ------ |
| Каллум Робинсон 3′ · Люк Шоу 14′ · Чуба Акпом 36′ · Деванте Коул 58′ | УЕФА |        |

| Англия                            | 2–0  | Босния и Герцеговина |
| --------------------------------- | ---- | -------------------- |
| Айзак Хейден 46′ · Чуба Акпом 68′ | УЕФА |                      |

| Латвия              | 1–4  | Нидерланды                                                                         |
| ------------------- | ---- | ---------------------------------------------------------------------------------- |
| Сергей Воробьёв 52′ | УЕФА | Тонни Вильена 23′ · Йерун Луму 28′ · Воутер Маринус 31′ · Бранко ван ден Бомен 56′ |

| Нидерланды | 0–1  | Англия           |
| ---------- | ---- | ---------------- |
|            | УЕФА | Деванте Коул 21′ |

| Босния и Герцеговина | 1–0  | Латвия |
| -------------------- | ---- | ------ |
| Мият Гачинович 30′   | УЕФА |        |

## Группа 7
| Сборная     | И | В | Н | П | ЗМ | ПМ | GD | О |
| ----------- | - | - | - | - | -- | -- | -- | - |
| Бельгия     | 3 | 2 | 0 | 1 | 5  | 5  | 0  | 6 |
| Украина     | 3 | 1 | 1 | 1 | 2  | 1  | +1 | 4 |
| Азербайджан | 3 | 1 | 1 | 1 | 2  | 2  | 0  | 4 |
| Хорватия    | 3 | 1 | 0 | 2 | 5  | 6  | -1 | 3 |

| Бельгия | 0–2  | Украина                                 |
| ------- | ---- | --------------------------------------- |
|         | УЕФА | Дмитрий Билоног 5′ · Артём Радченко 39′ |

| Хорватия        | 1–2  | Азербайджан                          |
| --------------- | ---- | ------------------------------------ |
| Марко Пьяца 69′ | УЕФА | Руслан Насирли 33′ · Орхан Алиев 53′ |

| Бельгия            | 1–0  | Азербайджан |
| ------------------ | ---- | ----------- |
| Дени Милошевич 41′ | УЕФА |             |

| Украина | 0–1  | Хорватия          |
| ------- | ---- | ----------------- |
|         | УЕФА | Марио Пашалич 72′ |

| Хорватия                                                  | 3–4  | Бельгия                                      |
| --------------------------------------------------------- | ---- | -------------------------------------------- |
| Никола Мандич 72′ · Филип Фалетар 79′ · Марко Колар 80+4′ | УЕФА | Дени Милошевич 20′, 50′ · Тюр Диркс 62′, 80′ |

| Азербайджан | 0–0  | Украина |
| ----------- | ---- | ------- |
|             | УЕФА |         |

## Группа 8
| Сборная  | И | В | Н | П | ЗМ | ПМ | GD | О |
| -------- | - | - | - | - | -- | -- | -- | - |
| Швеция   | 3 | 2 | 1 | 0 | 5  | 0  | +5 | 7 |
| Грузия   | 3 | 2 | 0 | 1 | 5  | 5  | 0  | 6 |
| Болгария | 3 | 1 | 1 | 1 | 4  | 3  | +1 | 4 |
| Молдова  | 3 | 0 | 0 | 3 | 1  | 7  | −6 | 0 |

| Грузия                                                                         | 3–2  | Болгария               |
| ------------------------------------------------------------------------------ | ---- | ---------------------- |
| Чиабер Чечелашвили 19′ (пен.) · Ника Ахвледиани 23′ · Георгий Папунаишвили 69′ | УЕФА | Стивен Петков 17′, 71′ |

| Швеция                                                                | 3–0  | Молдова |
| --------------------------------------------------------------------- | ---- | ------- |
| Андрей Герман 21′ (авт.) · Кристоффер Олссон 39′ · Кристиан Куаку 48′ | УЕФА |         |

| Болгария | 0–0  | Швеция |
| -------- | ---- | ------ |
|          | УЕФА |        |

| Грузия                                            | 2–1  | Молдова             |
| ------------------------------------------------- | ---- | ------------------- |
| Чиабер Чечелашвили 34′ (пен.) · Ника Чантурия 39′ | УЕФА | Кристиан Иричук 65′ |

| Швеция                                         | 2–0  | Грузия |
| ---------------------------------------------- | ---- | ------ |
| Маркус Хаглинд Сангре 43′ · Кристиан Куаку 64′ | УЕФА |        |

| Молдова | 0–2  | Болгария                             |
| ------- | ---- | ------------------------------------ |
|         | УЕФА | Стивен Петков 54′ · Никола Колев 60′ |

## Группа 9
| Сборная | И | В | Н | П | ЗМ | ПМ | GD | О |
| ------- | - | - | - | - | -- | -- | -- | - |
| Сербия  | 3 | 3 | 0 | 0 | 10 | 2  | +8 | 9 |
| Литва   | 3 | 1 | 0 | 2 | 4  | 4  | 0  | 3 |
| Уэльс   | 3 | 1 | 0 | 2 | 5  | 9  | −4 | 3 |
| Армения | 3 | 1 | 0 | 2 | 4  | 8  | −4 | 3 |

| Сербия                              | 2–0  | Литва |
| ----------------------------------- | ---- | ----- |
| Милан Спремо 10′ · Велько Симич 77′ | УЕФА |       |

| Уэльс               | 2–3  | Армения                                        |
| ------------------- | ---- | ---------------------------------------------- |
| Гетин Хилл 11′, 29′ | УЕФА | Эдгар Арутюнян 40′, 57′ · Вардан Бакалян 80+2′ |

| Уэльс                           | 2–0  | Литва |
| ------------------------------- | ---- | ----- |
| Риз Джеймс 3′ · Деклан Уикс 70′ | УЕФА |       |

| Армения          | 1–2  | Сербия                  |
| ---------------- | ---- | ----------------------- |
| Наири Минасян 6′ | УЕФА | Никола Ивкович 33′, 60′ |

| Сербия | 6–1  | Уэльс           |
| --- | ---- | --------------- |
| Никола Ивкович 4′ · Саша Зделар 9′ · Велько Симич 33′ · Неманья Якшич 38′ · Богдан Тепич 61′ · Филип Янкович 80+3′ | УЕФА | Гетин Джонс 63′ |

| Литва                                    | 4–0  | Армения |
| ---------------------------------------- | ---- | ------- |
| Симонас Станкявичюс 20′, 57′, 73′, 80+1′ | УЕФА |         |

## Группа 10
| Сборная           | И | В | Н | П | ЗМ | ПМ | GD  | О |
| ----------------- | - | - | - | - | -- | -- | --- | - |
| Франция           | 3 | 3 | 0 | 0 | 11 | 0  | +11 | 9 |
| Люксембург        | 3 | 1 | 1 | 1 | 2  | 3  | −1  | 4 |
| Северная Ирландия | 3 | 1 | 0 | 2 | 2  | 5  | −3  | 3 |
| Фарерские острова | 3 | 0 | 1 | 2 | 1  | 8  | −7  | 1 |

| Франция                                                                                 | 5–0  | Фарерские острова |
| --------------------------------------------------------------------------------------- | ---- | ----------------- |
| Антони Марсьяль 16′, 48′ · Закари Лабиди 22′ · Даниэль Брюнар 28′ · Мохамед Шемлаль 61′ | УЕФА |                   |

| Северная Ирландия | 0–1  | Люксембург      |
| ----------------- | ---- | --------------- |
|                   | УЕФА | Седрик Сакра 7′ |

| Северная Ирландия                          | 2–0  | Фарерские острова |
| ------------------------------------------ | ---- | ----------------- |
| Лайам Макджиллиан 30′ · Доминик Болл 40+1′ | УЕФА |                   |

| Люксембург | 0–2  | Франция                  |
| ---------- | ---- | ------------------------ |
|            | УЕФА | Мохамед Шемлаль 12′, 55′ |

| Франция                                         | 4–0  | Северная Ирландия |
| ----------------------------------------------- | ---- | ----------------- |
| Антони Марсьяль 14′, 50′, 65′ · Секо Фофана 20′ | УЕФА |                   |

| Фарерские острова | 1–1  | Люксембург       |
| ----------------- | ---- | ---------------- |
| Йон Якобсен 49′   | УЕФА | Жерар Мерш 80+4′ |

## Группа 11
| Сборная    | И | В | Н | П | ЗМ | ПМ | GD  | О |
| ---------- | - | - | - | - | -- | -- | --- | - |
| Испания    | 3 | 3 | 0 | 0 | 10 | 1  | +9  | 9 |
| Польша     | 3 | 2 | 0 | 1 | 5  | 2  | +3  | 6 |
| Черногория | 3 | 1 | 0 | 2 | 4  | 4  | 0   | 3 |
| Мальта     | 3 | 0 | 0 | 3 | 0  | 12 | −12 | 0 |

| Польша                                                    | 3–0  | Мальта |
| --------------------------------------------------------- | ---- | ------ |
| Мариуш Стемпиньский 42′ (пен.), 56′ · Винсент Рабиега 51′ | УЕФА |        |

| Испания                        | 2–1  | Черногория                |
| ------------------------------ | ---- | ------------------------- |
| Сандро Рамирес 31′ (пен.), 44′ | УЕФА | Александар Больевич 40+1′ |

| Испания                                                                                          | 6–0  | Мальта |
| ------------------------------------------------------------------------------------------------ | ---- | ------ |
| Серхи Сампер 9′ · Сандро Рамирес 30′ (пен.), 69′, 80′ · Хуан Хесус Аргес 56′ · Алекс Серрано 59′ | УЕФА |        |

| Черногория | 0–2  | Польша                              |
| ---------- | ---- | ----------------------------------- |
|            | УЕФА | Адриан Церпка 70′ · Кароль Жвир 75′ |

| Польша | 0–2  | Испания                 |
| ------ | ---- | ----------------------- |
|        | УЕФА | Сандро Рамирес 56′, 57′ |

| Мальта | 0–3  | Черногория                                                   |
| ------ | ---- | ------------------------------------------------------------ |
|        | УЕФА | Коча Крстович 12′ · Борис Цмилянич 13′ · Лазар Лалошевич 79′ |

## Группа 12
| Сборная  | И | В | Н | П | ЗМ | ПМ | GD  | О |
| -------- | - | - | - | - | -- | -- | --- | - |
| Германия | 3 | 3 | 0 | 0 | 8  | 0  | +8  | 9 |
| Албания  | 3 | 1 | 1 | 1 | 3  | 3  | 0   | 4 |
| Словакия | 3 | 1 | 0 | 2 | 6  | 4  | +2  | 3 |
| Эстония  | 3 | 0 | 1 | 2 | 1  | 11 | −10 | 1 |

| Словакия        | 1–2  | Албания                   |
| --------------- | ---- | ------------------------- |
| Филип Дюриш 45′ | УЕФА | Франц Имералилай 43′, 58′ |

| Германия                                                                                     | 5–0  | Эстония |
| -------------------------------------------------------------------------------------------- | ---- | ------- |
| Серж Гнабри 10′ · Никлас Зюле 61′ · Мариан Сарр 66′ · Саид Бенкарит 74′ · Джереми Дудзяк 80′ | УЕФА |         |

| Словакия                                                                         | 5–0  | Эстония |
| -------------------------------------------------------------------------------- | ---- | ------- |
| Филип Дюриш 7′ · Милан Шкриньяр 17′ · Марек Зузяк 70′, 80+4′ · Любомир Шатка 72′ | УЕФА |         |

| Албания | 0–1  | Германия               |
| ------- | ---- | ---------------------- |
|         | УЕФА | Мариан Сарр 52′ (пен.) |

| Германия                             | 2–0  | Словакия |
| ------------------------------------ | ---- | -------- |
| Леон Горецка 12′ · Саид Бенкарит 23′ | УЕФА |          |

| Эстония         | 1–1  | Албания                |
| --------------- | ---- | ---------------------- |
| Каспар Паур 80′ | УЕФА | Амри Йонузи 52′ (пен.) |

## Группа 13
| Сборная   | И | В | Н | П | ЗМ | ПМ | GD | О |
| --------- | - | - | - | - | -- | -- | -- | - |
| Исландия  | 3 | 2 | 0 | 1 | 3  | 5  | −2 | 6 |
| Швейцария | 3 | 1 | 1 | 1 | 7  | 4  | +3 | 4 |
| Греция    | 3 | 1 | 1 | 1 | 4  | 2  | +2 | 4 |
| Израиль   | 3 | 1 | 0 | 2 | 4  | 7  | −3 | 3 |

| Греция                                                                   | 4–1  | Израиль           |
| ------------------------------------------------------------------------ | ---- | ----------------- |
| Вассилис Пападопулос 32′, 59′ · Никос Вергос 34′ · Таксиархис Фунтас 61′ | УЕФА | Михаэль Охана 39′ |

| Швейцария                                                                                          | 5–1  | Исландия             |
| -------------------------------------------------------------------------------------------------- | ---- | -------------------- |
| Шани Тарашай 10′ · Гент Мазреку 20′ · Даниэль Гаретто 22′ · Омар Тали 69′ · Шпетим Сулеймани 80+4′ | УЕФА | Эмиль Асмюндссон 40′ |

| Греция | 0–1  | Исландия               |
| ------ | ---- | ---------------------- |
|        | УЕФА | Палль Торстейнссон 48′ |

| Израиль                                | 3–2  | Швейцария                               |
| -------------------------------------- | ---- | --------------------------------------- |
| Михаэль Охана 41′, 47′ · Эли Харуш 59′ | УЕФА | Шпетим Сулеймани 25′ · Шани Тарашай 37′ |

| Швейцария | 0–0  | Греция |
| --------- | ---- | ------ |
|           | УЕФА |        |

| Исландия                | 1–0  | Израиль |
| ----------------------- | ---- | ------- |
| Стефан Тор Пальссон 77′ | УЕФА |         |

## Рейтинг команд, занявших третье место
При подсчёте очков учитываются матчи, сыгранные сборными с командами, занявшими первые два места в своих группах.
| Группа | Сборная              | И | В | Н | П | ЗМ | ПМ | +/- | О |
| ------ | -------------------- | - | - | - | - | -- | -- | --- | - |
| 9      | Уэльс                | 2 | 1 | 0 | 1 | 3  | 6  | −3  | 3 |
| 8      | Болгария             | 2 | 0 | 1 | 1 | 2  | 3  | −1  | 1 |
| 3      | Македония            | 2 | 0 | 1 | 1 | 1  | 2  | −1  | 1 |
| 13     | Греция               | 2 | 0 | 1 | 1 | 0  | 1  | −1  | 1 |
| 7      | Азербайджан          | 2 | 0 | 1 | 1 | 0  | 1  | −1  | 1 |
| 4      | Казахстан            | 2 | 0 | 1 | 1 | 1  | 3  | −2  | 1 |
| 5      | Австрия              | 2 | 0 | 0 | 2 | 3  | 5  | −2  | 0 |
| 2      | Румыния              | 2 | 0 | 0 | 2 | 0  | 2  | −2  | 0 |
| 11     | Черногория           | 2 | 0 | 0 | 2 | 1  | 4  | −3  | 0 |
| 12     | Словакия             | 2 | 0 | 0 | 2 | 1  | 4  | −3  | 0 |
| 1      | Норвегия             | 2 | 0 | 0 | 2 | 2  | 6  | −4  | 0 |
| 6      | Босния и Герцеговина | 2 | 0 | 0 | 2 | 0  | 5  | −5  | 0 |
| 10     | Северная Ирландия    | 2 | 0 | 0 | 2 | 0  | 5  | −5  | 0 |